# Cera microcristallina
Le cere microcristalline costituiscono un particolare tipo di cere ottenute dal petrolato.
Contengono nella loro composizione un'elevata percentuale di alcani ramificati e cicloalcani, a differenza delle cere paraffiniche, le quali invece contengono un'elevata percentuale di alcani lineari. Un'altra differenza peculiare rispetto alle cere paraffiniche è la dimensione dei cristalli, che sono di dimensione ridotta nel caso della cera microcristallina (da cui il nome). Inoltre presenta un colore più scuro, maggiore viscosità, temperatura di fusione più elevata e catene idrocarburiche aventi maggiore peso molecolare (C41-C50).

## Applicazioni
Viene utilizzata nell'ambito della cosmesi, per la lucidatura a cera e per rimuovere lo sporco in superficie.